# Chrysler Citadel
Le Chrysler Citadel était un concept car créé par Chrysler. Il a été présenté au Salon de l'auto de Washington DC 2000. Le Citadel était un hybride avec de bonnes performances et était l'inspiration pour le Pacifica de production. Le nom Citadel a ensuite été utilisé pour un niveau de finition sur le Dodge Durango de 2011.

## Moteur et performances
Le Citadel est propulsé par un moteur essence V6 3,5 L de 189 kW (253 ch) pour les roues arrière et un moteur électrique pour les roues avant. Cette combinaison de puissances donne de meilleures performances à l'arrière. Le moteur essence fournit 253 chevaux (189 kW) et 70 chevaux (52 kW) supplémentaires à partir du moteur électrique. Le Citadel utilise la traction arrière (P).